# Eficiência atômica
Eficiência atômica é uma taxa usada em "química verde" para analisar a eficiência de uma reação.
A taxa é medida como (massa de átomos do produto desejado) / (massa de átomos total dos reagentes).